# Ripley County (Indiana)
Ripley County ist ein County im Bundesstaat Indiana der Vereinigten Staaten. Verwaltungssitz (County Seat) ist Versailles.

## Geographie
Das County liegt fast im äußersten Südosten von Indiana, ist etwa 35 km von Ohio und Kentucky entfernt und hat eine Fläche von 1160 Quadratkilometern, wovon vier Quadratkilometer Wasserfläche sind. Es grenzt im Uhrzeigersinn an folgende Countys: Franklin County, Dearborn County, Ohio County, Switzerland County, Jefferson County, Jennings County und Decatur County.

## Geschichte
Ripley County wurde am 27. Dezember 1816 aus Teilen des Dearborn County und des Jefferson County gebildet. Benannt wurde es nach Eleazer Wheelock Ripley, einem Helden im Britisch-Amerikanischen Krieg.
13 Bauwerke und Stätten des Countys sind im National Register of Historic Places eingetragen (Stand 4. September 2017).

## Demografische Daten

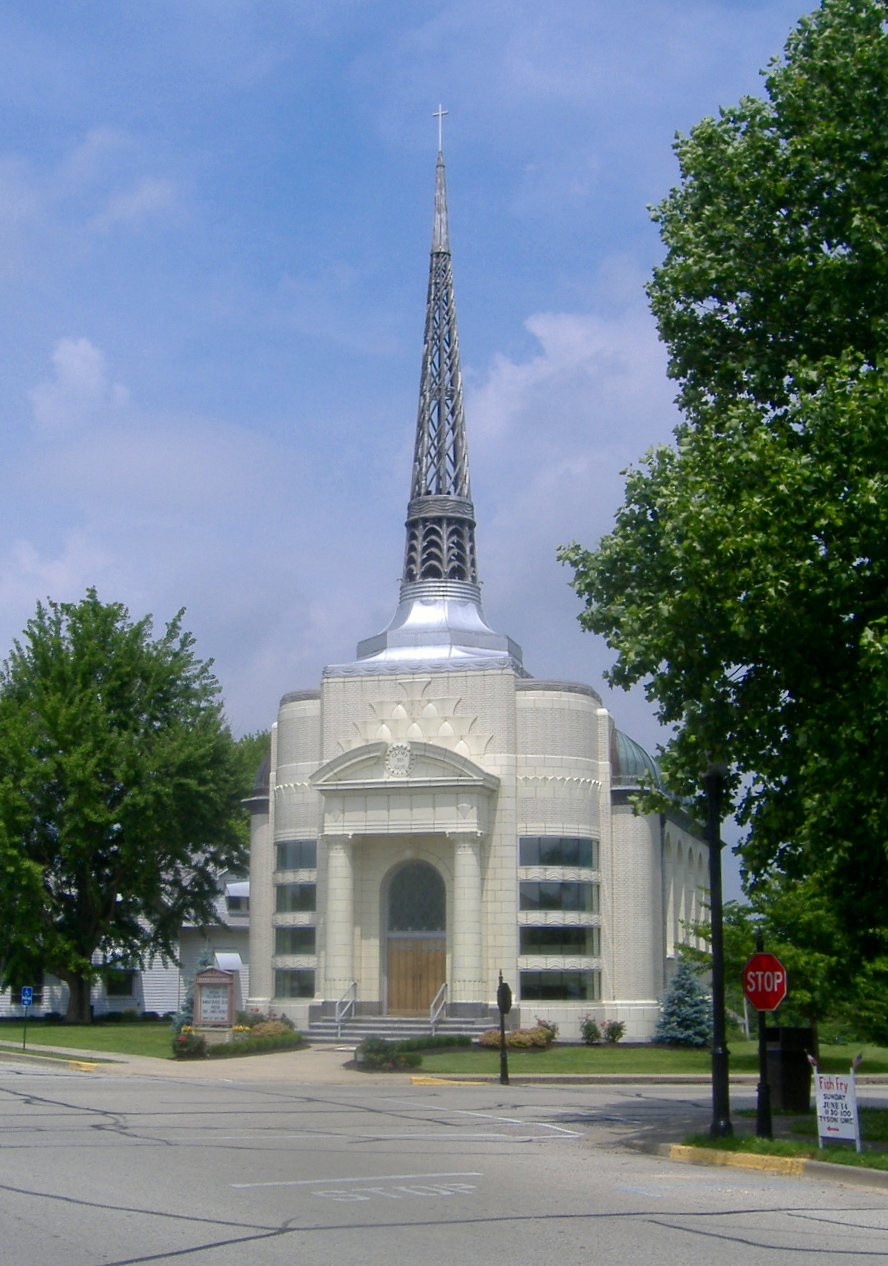
Tyson United Methodist Church in Versailles, gelistet im NRHP

Nach der Volkszählung im Jahr 2000 lebten im Ripley County 26.523 Menschen in 9842 Haushalten und 7273 Familien. Die Bevölkerungsdichte betrug 23 Einwohner pro Quadratkilometer. Ethnisch betrachtet setzte sich die Bevölkerung zusammen aus 98,30 Prozent Weißen, 0,05 Prozent Afroamerikanern, 0,35 Prozent amerikanischen Ureinwohnern, 0,36 Prozent Asiaten und 0,54 Prozent aus anderen ethnischen Gruppen; 0,41 Prozent stammten von zwei oder mehr Ethnien ab. 0,93 Prozent der Bevölkerung waren spanischer oder lateinamerikanischer Abstammung.
Von den 9842 Haushalten hatten 36,7 Prozent Kinder unter 18 Jahre, die mit ihnen im Haushalt lebten. 61,3 Prozent waren verheiratete, zusammenlebende Paare, 8,7 Prozent waren allein erziehende Mütter und 26,1 Prozent waren keine Familien. 22,7 Prozent waren Singlehaushalte und in 10,7 Prozent lebten Menschen mit 65 Jahren oder darüber. Die Durchschnittshaushaltsgröße betrug 2,66 und die durchschnittliche Familiengröße lag bei 3,13 Personen.
28,1 Prozent der Bevölkerung waren unter 18 Jahre alt, 7,7 Prozent zwischen 18 und 24, 28,9 Prozent zwischen 25 und 44 Jahre. 22,0 Prozent zwischen 45 und 64 und 13,4 Prozent waren 65 Jahre alt oder älter. Das Durchschnittsalter betrug 36 Jahre. Auf 100 weibliche Personen kamen 96,5 männliche Personen. Auf 100 Frauen im Alter von 18 Jahren und darüber kamen 94 Männer.
Das jährliche Durchschnittseinkommen eines Haushalts betrug 41.426 USD, das Durchschnittseinkommen der Familien 47.019 USD. Männer hatten ein Durchschnittseinkommen von 34.055 USD, Frauen 23.610 USD. Das Prokopfeinkommen betrug 17.559 USD. 6,3 Prozent der Familien und 7,5 Prozent der Bevölkerung lebten unterhalb der Armutsgrenze.

## Orte im County
- Ballstown
- Batesville
- Benham
- Clinton
- Correct
- Cross Plains
- Cross Roads
- Dabney
- Delaware
- Dewberry
- Elrod
- Friendship
- Holton
- Lookout
- Milan
- Morris
- Napoleon
- Negangards Corner
- New Marion
- Old Milan
- Olean
- Osgood
- Otter Village
- Penntown
- Pierceville
- Rexville
- Spades
- Stringtown
- Sunman
- Versailles

Townships
- Adams Township
- Brown Township
- Center Township
- Delaware Township
- Franklin Township
- Jackson Township
- Johnson Township
- Laughery Township
- Otter Creek Township
- Shelby Township
- Washington Township